# Resolutie 1935 Veiligheidsraad Verenigde Naties
Resolutie 1935 van de Veiligheidsraad van de Verenigde Naties werd opgesteld door het Verenigd Koninkrijk en unaniem door de VN-Veiligheidsraad aangenomen op 30 juli 2010.
De resolutie verlengde de VN-vredesmacht in de Soedanese regio Darfur met een jaar.
De dag nadien besliste Soedan dat UNAMID de overheid moest inlichten over haar bewegingen en dat de bagage van de vredeshandhavers doorzocht zou worden op luchthavens. De Soedanese overheid stelde dat de vredesmacht de vrede in de vluchtelingenkampen niet kon bewaren en dus haar werk niet naar behoren uitvoerde.

## Achtergrond
Al in de jaren 1950 was het zwarte zuiden van Soedan in opstand gekomen tegen het overheersende Arabische noorden. De vondst van aardolie in het zuiden maakte het conflict er enkel maar moeilijker op. In 2002 kwam er een staakt-het-vuren en werden afspraken gemaakt over de verdeling van de olie-inkomsten. Verschillende rebellengroepen waren hiermee niet tevreden en in 2003 ontstond het conflict in Darfur tussen deze rebellen en de door de regering gesteunde janjaweed-milities. Die laatsten gingen over tot etnische zuiveringen en in de volgende jaren werden in Darfur grove mensenrechtenschendingen gepleegd waardoor miljoenen mensen op de vlucht sloegen.

## Inhoud

### Waarnemingen
Nog steeds werd er hard gewerkt aan onderhandelingen tussen Soedan en de Beweging voor Rechtvaardigheid en Gelijkheid onder leiding van een bemiddelaar. Men betreurde dat sommige groepen evenwel bleven weigeren deel te nemen aan het politieke proces.
De Veiligheidsraad benadrukte zijn verantwoordelijkheid voor het handhaven van de wereldvrede, alsook het belang van zijn partnerschap met de Afrikaanse Unie inzake vrede op het Afrikaanse continent en Soedan in het bijzonder. Laatstgenoemde organisatie speelde een belangrijke rol in Soedan en had samen met de VN de hybride UNAMID-vredesmacht gevormd.
De veiligheidssituatie in de Soedanese regio Darfur was intussen sterk achteruitgegaan. Het staakt-het-vuren werd geschonden, rebellen vielen aan, de overheid bombardeerde, er waren weer meer gevechten tussen stammen onderling en ook humanitair personeel en vredeshandhavers werden aangevallen. Alle partijen werden opgeroepen de vijandelijkheden te staken en hulpverleners toe te laten.
Mensenrechtenschendingen werden veroordeeld. Daders moesten berecht worden. Wel werden de verbeterde betrekkingen tussen Soedan en buurland Tsjaad, volgend op het akkoord van 15 januari 2010 hieromtrent, verwelkomd. Beide landen hadden sindsdien een gezamenlijke troepenmacht langsheen hun grens gestationeerd.

### Handelingen
De Veiligheidsraad verlengde het mandaat van UNAMID verder tot 31 juli 2011. De prioriteiten van de macht waren het beschermen van burgers en het verzekeren van de hulpverlening aan hen. De vredesmacht was dankzij de landen die troepen bijdroegen bijna op volle operationele sterkte (in totaal meer dan 20.000 manschappen).
Het was van belang dat alle betrokkenen in Darfur zich middels een constructieve dialoog inzetten voor vrede en veiligheid in de regio. De Raad eiste ook dat er geen aanvallen meer zouden plaatsgrijpen op de UNAMID-manschappen en drong er bij Soedan op aan de daders te berechten.
Voorts ging de humanitaire situatie in Darfur weer sterk achteruit en dus werd geëist dat Soedan, de gewapende milities en andere betrokkenen ongehinderde hulpverlening mogelijk maakten. De Veiligheidsraad herhaalde ook dat een militaire oplossing voor het conflict niet tot de mogelijkheden behoorde. Alle betrokkenen moesten zich dus onvoorwaardelijk inzetten in het vredesproces dat voor duurzame vrede moest zorgen.

## Verwante resoluties
- Resolutie 1891 Veiligheidsraad Verenigde Naties (2009)
- Resolutie 1919 Veiligheidsraad Verenigde Naties
- Resolutie 1945 Veiligheidsraad Verenigde Naties
- Resolutie 1978 Veiligheidsraad Verenigde Naties (2011)

Lijst ·  1908 ·  1909 ·  1910 ·  1911 ·  1912 ·  1913 ·  1914 ·  1915 ·  1916 ·  1917 ·  1918 ·  1919 ·  1920 ·  1921 ·  1922 ·  1923 ·  1924 ·  1925 ·  1926 ·  1927 ·  1928 ·  1929 ·  1930 ·  1931 ·  1932 ·  1933 ·  1934 ·  1935 ·  1936 ·  1937 ·  1938 ·  1939 ·  1940 ·  1941 ·  1942 ·  1943 ·  1944 ·  1945 ·  1946 ·  1947 ·  1948 ·  1949 ·  1950 ·  1951 ·  1952 ·  1953 ·  1954 ·  1955 ·  1956 ·  1957 ·  1958 ·  1959 ·  1960 ·  1961 ·  1962 ·  1963 ·  1964 ·  1965 ·  1966